# Еманов, Алексей Иванович
Алексей Иванович Еманов (1 февраля 1924, Старая Андреевка, Саратовская губерния — 17 апреля 2003, Старая Андреевка, Пензенская область) — сержант Рабоче-крестьянской Красной Армии, участник Великой Отечественной войны, Герой Советского Союза (1945).

## Биография
Алексей Еманов родился 1 февраля 1924 года в селе Старая Андреевка (ныне — в Неверкинском районе Пензенской области). Получил неполное среднее образование, после чего работал в колхозе. В октябре 1942 года был призван на службу в Рабоче-крестьянскую Красную Армию и направлен на фронт Великой Отечественной войны. К январю 1945 года сержант Алексей Еманов командовал отделением 8-го отдельного понтонно-мостового батальона 3-й понтонно-мостовой бригады 13-й армии 1-го Украинского фронта. Отличился во время форсирования Одера.
23 января 1945 года, несмотря на массированный вражеский огонь, Еманов успешно переправил через Одер два стрелковых батальона со всем вооружением, неоднократно был вынужден бросаться в ледяную воду, чтобы довести понтон до берега.
Указом Президиума Верховного Совета СССР от 10 апреля 1945 года сержант Алексей Еманов был удостоен высокого звания Героя Советского Союза с вручением ордена Ленина и медали «Золотая Звезда».
После окончания войны Еманов был демобилизован. Проживал в Ташкенте, работал бригадиром на комбинате.
Был также награждён орденом Отечественной войны 1-й степени и рядом медалей.
В 1990-х годах вернулся в родное село Старая Андреевка. Умер 17 апреля 2003 года. Похоронен на сельском кладбище.

## Память
- Бюст Герою установлен в селе Неверкино Пензенской области;
- В Пензе его имя занесено на Доску почёта монумента «Слава Героям».